# IJsland op de Olympische Winterspelen 2002
Tijdens de Olympische Winterspelen van 2002, die in Salt Lake City (Verenigde Staten) werden gehouden, nam IJsland voor de veertiende keer deel.

## Deelnemers en resultaten
(m) = mannen, (v) = vrouwen 

### Alpineskiën
| Olympiër                    | Discipline       | Resultaat | Prestatie                                                   |
| --------------------------- | ---------------- | --------- | ----------------------------------------------------------- |
| Björgvin Björgvinsson       | reuzenslalom (m) | dnf-2     | opgave run 2 — 1.15,86+dnf                                  |
| Björgvin Björgvinsson       | slalom (m)       | dnf-1     | opgave run 1                                                |
| Kristinn Björnsson          | slalom (m)       | 21e       | 1.49,81 (+8,75) — 53,05+56,76                               |
| Jóhann Haraldsson           | reuzenslalom (m) | dnf-2     | opgave run 2 — 1.19,10+dnf                                  |
| Jóhann Haraldsson           | slalom (m)       | 28e       | 1.57,17 (+16,11) — 56,98+1.00,19                            |
| Kristinn Magnússon          | reuzenslalom (m) | 42e       | 2.33,79 (+10,51) — 1.17,50+1.16,29                          |
| Kristinn Magnússon          | slalom (m)       | dnf-1     | opgave run 1                                                |
|                             |                  |           |                                                             |
| Emma Furuvik                | slalom (v)       | 33e       | 2.01,92 (+15,82) — 1.00,39+1.01,53                          |
| Dagný Linda Kristjánsdóttir | afdaling (v)     | 31e       | 1.44,72 (+5,16)                                             |
| Dagný Linda Kristjánsdóttir | super g (v)      | dnf       | opgave                                                      |
| Dagný Linda Kristjánsdóttir | reuzenslalom (v) | dns-2     | niet gestart run 2 — 1.33,07+dns                            |
| Dagný Linda Kristjánsdóttir | combinatie (v)   | dnf-a     | opgave afdaling slalom: 1.38,16 — 50,24+47,92 afdaling: dnf |

Amerikaanse Maagdeneilanden · Andorra · Argentinië · Armenië · Australië · Azerbeidzjan · België · Bermuda · Bosnië en Herzegovina · Brazilië · Bulgarije · Canada · Chili · China · Chinees Taipei · Costa Rica · Cyprus · Denemarken · Duitsland · Estland · Fiji · Finland · Frankrijk · Georgië · Griekenland · Groot-Brittannië · Hongarije · Hongkong · Ierland · IJsland · India · Iran · Israël · Italië · Jamaica · Japan · Joegoslavië · Kameroen · Kazachstan · Kenia · Kirgizië · Kroatië · Letland · Libanon · Liechtenstein · Litouwen · Macedonië · Mexico · Moldavië · Monaco · Mongolië · Nederland · Nepal · Nieuw-Zeeland · Noorwegen · Oekraïne · Oezbekistan · Oostenrijk · Polen · Roemenië · Rusland · San Marino · Slovenië · Slowakije · Spanje · Tadzjikistan · Thailand · Trinidad en Tobago · Tsjechië · Turkije · Venezuela · Verenigde Staten · Wit-Rusland · Zuid-Afrika · Zuid-Korea · Zweden · Zwitserland

Uitgesloten van deelname: Puerto Rico